# Daphne Mayor
Daphne Major è un'isola vulcanica situata nell'arcipelago delle Galápagos (Oceano Pacifico), appartenente politicamente all'Ecuador. L'isola è un cono vulcanico alto 120 metri s.l.m., priva di alberi, disabitata, ma di notevole interesse naturalistico.

## Geografia fisica
Daphne Major si trova nel centro dell'arcipelago delle Galápagos, a nord dell'isola Santa Cruz, ad ovest di Baltra (dove è posto il principale aeroporto dell'arcipelago) e sud-ovest dell'isola Daphne Menor. L'accesso è vietato ai turisti, essendo l'isolotto utilizzato soprattutto per la ricerca scientifica.

## Fauna
Daphne Major è popolata da numerose specie di uccelli: soprattutto fringuelli, ma anche Progne modesta, Sula nebouxii, Sula granti, Asio flammeus, Phaethon aethereus e Fregata magnificens. Un importante studio sui fringuelli di Darwin è stato condotto in questo isolotto dagli zoologi Peter e Rosemary Grant. I Grant hanno osservato i cicli vitali e i comportamenti dei fringuelli per un periodo di circa quarant'anni a partire dal 1973 (indicativamente sei mesi l'anno), e hanno ottenuto risultati compatibili con la teoria degli equilibri punteggiati di Stephen Jay Gould e Niles Eldredge. Le loro ricerche sono state premiate nel 2005 con il Premio Balzan e sono state esposte in un saggio divulgativo di Jonathan Weiner, Il becco del fringuello, vincitore del Premio Pulitzer per la saggistica nel 1995. L'"istantanea" che loro hanno fatto nel corso di quattro decadi all'evoluzione in atto rappresenta probabilmente ad oggi la più importante testimonianza sul campo della validità della teoria dell'evoluzione per selezione naturale. Si è sostenuto che i risultati sono compatibili con la teoria degli equilibri punteggiati in quanto attestano che l'evoluzione può muoversi a velocità diverse nel corso del tempo, e che può anche essere relativamente molto rapida (osservazioni in tal senso sono state possibili nell'arco dei 40 anni dello studio). Questa conclusione, sostenuta da Stephen Jay Gould sulla scorta delle testimonianze fossili distribuite in modo diseguale nel tempo, è stata avversata da altri studiosi che hanno sostenuto e sostengono che la distribuzione diseguale non è dovuta a una velocità variabile dell'evoluzione quanto ad una incompletezza dei reperti fossili conosciuti, che viceversa traccerebbero un percorso evolutivo relativamente lento e regolare. I Grant sostengono che ancora tantissimo deve essere fatto sul campo per approfondire tutti gli aspetti della teoria di Darwin, e che ancora oggi un luogo ideale per questo lavoro sono proprio le isole Galapagos, per i loro ecosistemi essenziali, per le intrinseche difficoltà della sopravvivenza nella stagione secca e per le periodiche crisi climatiche (come il Nino) che "rimescolano le carte" ed esigono nuovi sforzi nel perenne processo adattativo.